# 维克多·雨果故居

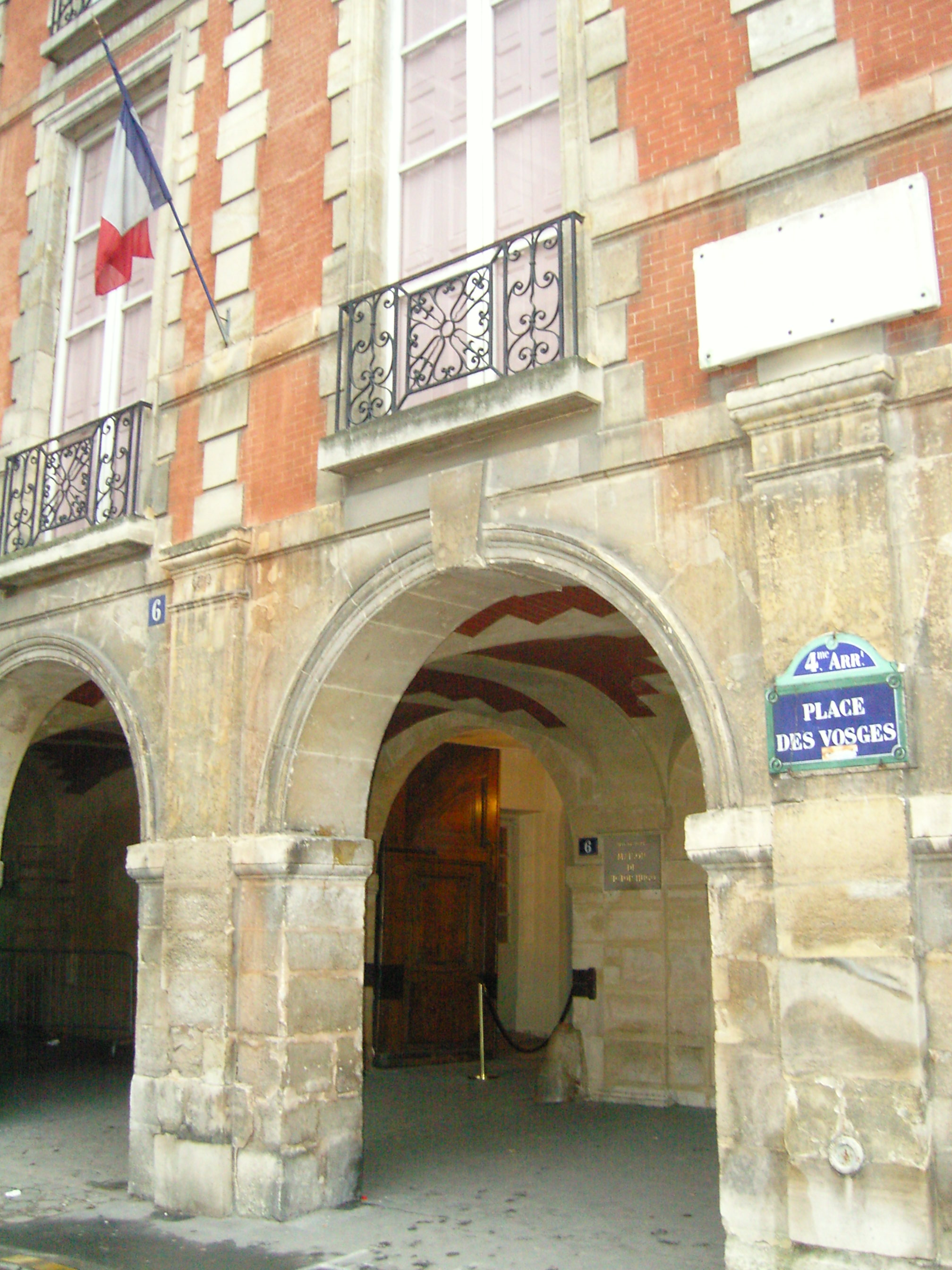
维克多·雨果之家

维克多·雨果之家（法語：Maison de Victor Hugo）位于法国巴黎孚日广场6号，于1605年建成，著名大文豪维克多·雨果1832年到1848年之间的16年居住在这里。博物馆拥有一个中国风格的客厅和中世纪风格的餐厅维以及卧室。